# Ankoro
Ankoro est un village de la province du Katanga dans le district du Haut-Katanga en République démocratique du Congo. Il se trouve sur la rive ouest de la rivière Lualaba à l'opposé de la jonction d'avec la rivière Luvwa. Il est le point d’origine du fleuve Congo à travers le fleuve  Lualaba